# 维约朗
维约朗（法語：Vieux-Reng，法語發音：[vjø ʁɑ̃]）是法国上法蘭西大區北部省的一个市镇，属于埃尔普河畔阿韦讷区。

## 地理
维约朗（50°19'45"N, 4°2'49"E）面积11.64 平方千米，位于法国上法蘭西大區北部省，该省份为法国最北部的省份及最长的省份，西北濒北海，西接加来海峡省，南至埃纳省和索姆省，东与比利时接壤。
与维约朗接壤的市镇（或旧市镇、城区）包括：埃尔克利讷、贝尔西利、布苏瓦、埃莱姆、马尔庞、维莱锡尔尼科勒、埃斯蒂讷。
维约朗的时区为UTC+01:00、UTC+02:00（夏令时）。

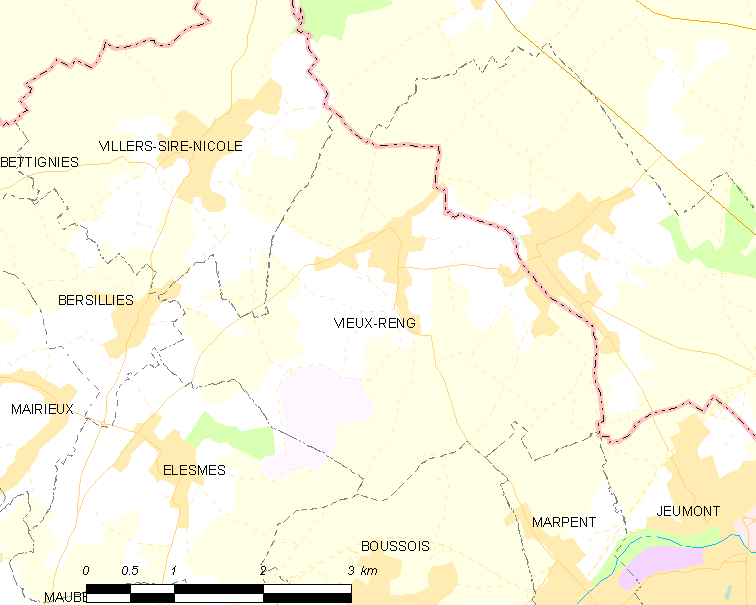
维约朗的OSM定位图

## 行政
维约朗的邮政编码为59600，INSEE市镇编码为59618。

## 政治
维约朗所属的省级选区为莫伯日县。

## 人口

1962-2008年间维约朗人口变化图示

维约朗于2022年1月1日时的人口数量为923人。